# Ernst Anemüller
Ernst Anemüller (* 26. September 1859 in Rudolstadt; † 24. August 1943 in Detmold) war ein deutscher Philologe, Gymnasialprofessor und Bibliothekar.

## Leben
Ernst Anemüller wurde in Rudolstadt am 26. September 1859 als Sohn von Bernhard Anemüller geboren. Er war von 1868 bis 1878 auf dem Gymnasium in Rudolstadt und studierte von 1878 bis 1881 an den Universitäten Leipzig, Halle und Berlin klassische Philologie und Geschichte. Er wurde Mitglied des Klassisch-Philologischen Vereins Leipzig im Naumburger Kartellverband. 1881 wurde er an der Universität Halle über die Geschichte der Verfassung Mailands in den Jahren 1075–1117 zum Dr. phil. promoviert. 1882 absolvierte er die Staatsprüfung und ein Probejahr von 1883 bis 1884 am Gymnasium in Jena.
Von 1884 bis 1918 war er zunächst Lehrer und dann Oberlehrer am Gymnasium Leopoldinum in Detmold. In der Zeit von 1891 bis 1918 war er auch nebenamtlich Bibliothekar und Leiter der Lippischen Landesbibliothek in Detmold. 1911 errichtete er die Lippische Wanderbibliothek, die etwa 70 Dörfer im Umland mit Literatur versorgte. Von 1918 bis 1924 war er hauptamtlich als Leiter der Landesbibliothek tätig.
Seine literarische Tätigkeit umfasste germanische Altertumskunde, historische Studien zu Thüringen (unter dem Pseudonym „E. Thüring“), sowie Beiträge zur lippischen Heimatkunde, zum Zentralarchiv über lippische Persönlichkeiten, zu Bibliotheksfragen und zur lippischen Geschichte.
Er war Vorsitzender des Detmolder Bildungsvereins und Mitglied der Königlichen Akademie gemeinnütziger Wissenschaften zu Erfurt.
Anemüller starb am 24. August 1943 in Detmold.
Sein Nachlass befindet sich in der Lippischen Landesbibliothek.

## Werke (Auswahl)
- Geschichte der Verfassung Mailands in den Jahren 1075–1117; nebst einem Anhang Über das Consulat zu Cremona, Halle: Niemeyer 1881 (Halle, Univ. Diss. 1881).
- Sigebotos verlorene Vita Paulinae. In: Neues Archiv der Gesellschaft für ältere deutsche Geschichte. Bd. 10. 1885, S. 11–34.
- zusammen mit Otto Weerth: Bibliotheca Lippiaca: Uebersicht über die landeskundliche und geschichtliche Litteratur des Fürstenthums Lippe. Detmold 1886 (online), (Digitalisat)
- Hg: Urkundenbuch des Klosters Paulinzelle, Jena: Fischer 1889f. (Thüringische Geschichtsquellen, N.F.; 4 = 7).
- Anemüller, Bernhard. In: Allgemeine Deutsche Biographie, Bd. 47, Leipzig: Duncker & Humblot 1903, S. 411f.
- Preuß, Otto. In: Allgemeine Deutsche Biographie, Bd. 53, Leipzig: Duncker & Humblot 1907, S. 173f.
- Schiller und die Schwestern von Lengefeld. Detmold: Meyer 1920.
- Der Brand der Lippischen Landesbibliothek in Detmold. In: Zentralblatt für Bibliothekswesen, Bd. 39, 1922: 25–29 (Online).
- Verfassungsstreit und Obstruktion in Lippe 1868–1876, Detmold: Meyer 1931.
- Chronik der Stadt Detmold. Magdeburg: Willmann 1932 (online).
- Goethe und Paulinzelle. In: Willy Flach (Hg.): Festschrift Berthold Rein zum 75. Geburtstag. Forschungen zur schwarzburgischen Geschichte, Jena: Frommannsche Buchhandlung Walter Biedermann 1935, S. 198–206.